# Ca n'Aymerich
Ca n'Aymerich és una obra del municipi de Sant Vicenç dels Horts (Baix Llobregat) inclosa en l'Inventari del Patrimoni Arquitectònic de Catalunya.

## Descripció
Es tracta d'un edifici cantoner amb planta baixa, pis i golfes i format per diferents cossos de desigual alçada a dreta i esquerra de l'habitatge. Les obertures són de llinda, amb llindes i brancals de pedra natural (a l'edifici primitiu), i ogivals, amb arcs carpanell i deprimits. La façana conserva restes d'esgrafiats, un rellotge de sol i l'escut de la família amb aplacat ceràmic (segle xix). La coberta del cos principal és a dues vessants, amb teula àrab, imbricacions i ràfec. Els altres cossos tenen la coberta tant en terrat com amb teula.

## Història
Hi ha referències documentals d'aquest edifici l'any 1341. Es van fer unes reconstruccions els anys 1444, 1573, 1612, 1714 i 1747. Entre els anys 1774-1805 es va produir la modificació definitiva del conjunt. La façana és de l'any 1853. Van fer unes restauracions els anys 1886, 1929, 1958. L'edifici és habitat per la setena generació de la família Aymerich.